# Prosopocera fryi
Prosopocera fryi là một loài bọ cánh cứng trong họ Cerambycidae.